# Copa Brasil de Voleibol Feminino de 2007
A Copa Brasil de Voleibol Feminino de 2007 foi a primeira edição desta competição organizada pela Confederação Brasileira de Voleibol através da Unidade de Competições Nacionais. Participaram do torneio quatro equipes provenientes de quatro estados brasileiros: São Paulo, Rio de Janeiro, Minas Gerais e Santa Catarina.
O Rio de Janeiro Vôlei Clube foi o primeiro campeão da Copa Brasil ao derrotar a ADCF Osasco na decisão por três sets a zero.

## Regulamento
O torneio foi disputado na cidade de Brusque, Santa Catarina. As quatro equipes participantes disputaram uma primeira fase, na qual se enfrentaram em turno único em jogos de melhor de três sets. As duas equipes melhor classificadas nesta fase se classificaram para a final, disputada em jogo único de melhor de cinco sets. As outras duas equipes disputaram o terceiro lugar em uma partida de melhor de três sets.

## Equipes participantes
Quatro equipes disputaram o título da Copa Brasil de Voleibol Feminino. São elas:
| Equipe Nome fantasia          | Ginásio Cidade               | Capacidade |
| ----------------------------- | ---------------------------- | ---------- |
| Rio de Janeiro VC Rexona-Ades | Maracanãzinho Rio de Janeiro | 12 000     |
| ADCF Osasco Finasa/Osasco     | José Liberatti Osasco        | 4 500      |
| AD Brusque Brasil Telecom     | Arena Multiuso Brusque       | 5 000      |
| Minas TC Fiat/Minas           | Arena JK Belo Horizonte      | 3 650      |

## Fase classificatória
|     |                   |     | Jogos | Jogos | Jogos | Sets | Sets | Sets  | Pontos | Pontos | Pontos |
| Pos | Equipe            | Pts | T     | V     | D     | V    | P    | R     | V      | P      | R      |
| --- | ----------------- | --- | ----- | ----- | ----- | ---- | ---- | ----- | ------ | ------ | ------ |
| 1   | ADCF Osasco       | 6   | 3     | 3     | 0     | 6    | 2    | 3.000 | 181    | 143    | 1.266  |
| 2   | Rio de Janeiro VC | 5   | 3     | 2     | 1     | 6    | 2    | 3.000 | 166    | 138    | 1.203  |
| 3   | AD Brusque        | 4   | 3     | 1     | 2     | 3    | 5    | 0.600 | 151    | 174    | 0.868  |
| 4   | Minas TC          | 3   | 3     | 0     | 3     | 1    | 6    | 0.167 | 134    | 167    | 0.802  |

Resultados
| 5 de outubro de 2007 17:00 Relatório | Rio de Janeiro VC | 1 — 2             | ADCF Osasco | Arena Multiuso, Brusque |
| 5 de outubro de 2007 17:00 Relatório | 27 25 14          | Set 1 Set 2 Set 3 | 29 23 16    | Arena Multiuso, Brusque |

| 5 de outubro de 2007 18:30 Relatório | AD Brusque | 2 — 1             | Minas TC | Arena Multiuso, Brusque |
| 5 de outubro de 2007 18:30 Relatório | 26 25 15   | Set 1 Set 2 Set 3 | 28 20 12 | Arena Multiuso, Brusque |

| 6 de outubro de 2007 14:00 Relatório | ADCF Osasco | 2 — 0       | Minas TC | Arena Multiuso, Brusque |
| 6 de outubro de 2007 14:00 Relatório | 25          | Set 1 Set 2 | 14 20    | Arena Multiuso, Brusque |

| 6 de outubro de 2007 15:30 [ Relatório] | AD Brusque | 0 — 2       | Rio de Janeiro VC | Arena Multiuso, Brusque |
| 6 de outubro de 2007 15:30 [ Relatório] | 14 16      | Set 1 Set 2 | 25                | Arena Multiuso, Brusque |

| 6 de outubro de 2007 18:45 [ Relatório] | Minas TC | 0 — 2       | Rio de Janeiro VC | Arena Multiuso, Brusque |
| 6 de outubro de 2007 18:45 [ Relatório] | 24 16    | Set 1 Set 2 | 26 25             | Arena Multiuso, Brusque |

| 6 de outubro de 2007 20:15 [ Relatório] | AD Brusque | 1 — 2             | ADCF Osasco | Arena Multiuso, Brusque |
| 6 de outubro de 2007 20:15 [ Relatório] | 18 26 10   | Set 1 Set 2 Set 3 | 25 24 15    | Arena Multiuso, Brusque |

## Fase final

### Terceiro lugar
Resultado
| 7 de outubro de 2007 09:30 Relatório | AD Brusque | 0 — 2       | Minas TC | Arena Multiuso, Brusque |
| 7 de outubro de 2007 09:30 Relatório | 16 18      | Set 1 Set 2 | 25       | Arena Multiuso, Brusque |

### Final
Resultado
| 7 de outubro de 2007 11:30 Relatório | Rio de Janeiro VC | 3 — 0             | ADCF Osasco | Arena Multiuso, Brusque |
| 7 de outubro de 2007 11:30 Relatório | 25                | Set 1 Set 2 Set 3 | 19 20 18    | Arena Multiuso, Brusque |

## Classificação final
| Posição | Equipe            |
| ------- | ----------------- |
|         | Rio de Janeiro VC |
|         | ADCF Osasco       |
|         | Minas TC          |
|         | AD Brusque        |

| Copa Brasil de Voleibol Feminino de 2007    |
| Rio de Janeiro                              |
| ------------------------------------------- |
| Rio de Janeiro VC Campeão (Primeiro título) |

## Premiações individuais
| Premiação          | Jogador             | Equipe            |
| ------------------ | ------------------- | ----------------- |
| Maior pontuadora   | Paula Pequeno       | ADCF Osasco       |
| Melhor atacante    | Renata Colombo      | Rio de Janeiro VC |
| Melhor bloqueio    | Adenízia da Silva   | ADCF Osasco       |
| Melhor sacadora    | Cecília Souza       | Minas TC          |
| Melhor levantadora | Danielle Lins       | Rio de Janeiro VC |
| Melhor defesa      | Cecília Souza       | Minas TC          |
| Melhor recepção    | Fabiana de Oliveira | Rio de Janeiro VC |